# East Montpelier
East Montpelier – miasto w Stanach Zjednoczonych, w stanie Vermont, w hrabstwie Washington.